# На даче (рассказ)
На даче — рассказ Антона Павловича Чехова. Написан в 1886 году, впервые опубликован в журнале «Будильник», 1886, № 20 от 25 мая с подписью А. Чехонте.

## Публикации
Рассказ А. П. Чехова «На даче» написан в 1886 году, впервые опубликован в 1886 году в журнале «Будильник» № 20 от 25 мая с подписью А. Чехонте. Рассказ также напечатан в 1899 году в юбилейном выпуске журнала «Будильник». Печатью рассказа в юбилейном сборнике «Будильника» Чехов был недоволен, поскольку автору не была прислана корректура.
При жизни Чехова рассказ переводился на финский и чешский языки.

## Сюжет
Действие рассказа происходит на даче. Однажды дачник Павел Иваныч Выходцев получил письмо с текстом: «Я вас люблю. Вы моя жизнь, счастье — всё! Простите за признание, но страдать и молчать нет сил. Прошу не взаимности, а сожаления. Будьте сегодня в восемь часов вечера в старой беседке… Имя свое подписывать считаю лишним, но не пугайтесь анонима. Я молода, хороша собой… чего же вам еще?»
Павел Иваныч Выходцев, получив письмо, не мог понять, кто бы его мог написать, долго сомневался, приходить на встречу или нет. Но всё же решил что, поскольку, любовь зла — полюбишь и козла, то решил сходить.
Его жена стала выпытывать у него причину наступившей задумчивости и куда это он собирается. Выходцев ответил, что решил прогуляться.
Зайдя в беседку, в которой была договоренность встретиться, он обнаружил там брата своей жены, студента Митю, жившего у него на даче. Уговоры каждой из сторон уйти из беседки ни к чему не привели. Митя обдумывал в беседке кандидатское сочинение, а Выходцеву в беседке было прохладно. Неожиданно в беседку заглянуло женское лицо с вздернутым носиком, нахмурилось и исчезло. Оба решили, то это и была автор письма — они рассорились и разошлись.
За ужином Павел Иваныч и Митя молчали, но тут жена призналась, что это она написала письмо, чтобы выгнать всех из дома и помыть полы, пока никого нет. Это сообщение примирило соперников.

## Экранизации
- 1954 — На даче (мультфильм) (СССР), режиссёр Григорий Ломидзе
- 1971 — На даче (СССР), режиссёр Самуил Гильман